# Leslie Gossage
Sir Ernest Leslie Gossage, né le 3 février 1891 à Liverpool (Angleterre) et mort le 8 juillet 1949 à Buxted (Sussex), fut un officier de l’armée britannique, puis de la Royal Air Force. Il occupa, de 1940 à 1944, la charge de commandant en chef de l’Air au sein du RAF Balloon Command, où il dirigea les opérations aérostatiques avec une rigueur toute militaire.

## Biographie
Leslie Gossage fit ses études à la Rugby School, puis au Trinity College de Cambridge. Durant son séjour en ce lieu, il s’affilia au contingent universitaire du Corps de formation des officiers (OTC) de Cambridge, plus précisément au sein de la section d’artillerie, où il servit. 

## Armée britannique

### Avant la guerre
En 1910, Gossage fut nommé à la Royal Field Artillery alors qu’il n’était encore qu’un étudiant de première année, marque d’un honneur insigne. Il reçut une commission d’officier dans la Réserve spéciale (SR), afin qu’il ne fût point enrôlé avant l’achèvement de ses études, et sa nomination fut entérinée en 1911. Sitôt diplômé en 1912, il passa de la réserve au service actif, inaugurant ainsi sa carrière professionnelle. 

### Première Guerre mondiale
Lorsque la Première Guerre mondiale éclate en 1914, Gossage n’est encore qu’un jeune sous-lieutenant au sein de la Royal Field Artillery, où il demeure durant la première année du conflit. Toutefois, le 12 mai 1915, il est détaché auprès du Royal Flying Corps et affecté, en qualité d’aviateur, au sixième escadron. Parvenu au grade de capitaine dès le 5 septembre de la même année, il se voit confier le commandement d’un appareil au sein de cette unité. En mars de l’année suivante, il est décoré de la Croix militaire pour s’être « constamment distingué par son travail assidu, consciencieux et plein de zèle, en dépit des intempéries, tant lors des missions de reconnaissance que lors des opérations de coopération avec l’artillerie, lesquelles aboutirent à la prise des positions adverses ».
Après avoir été élevé au grade de major en 1916, Gossage se vit confier le commandement du 56e escadron, avant que ne lui échût, cette même année, celui du 8e escadron. L’an suivant, promu lieutenant-colonel, il prit la tête de la 1ère escadre du Royal Flying Corps. 
Le 1er avril 1918, à l’occasion de la création officielle de la Royal Air Force, issue de la fusion du Royal Flying Corps et du Royal Naval Air Service, Gossage fut adjoint audit service nouvellement constitué. Il y fut pourvu d’une charge d’officier d’état-major au sein de la Direction des opérations et du renseignement, alors en cours de structuration. En 1919, il lui fut conféré l’Ordre du Service distingué, en considération de la période où il eut le commandement effectif d’une unité. Il convient d’ajouter qu’il fut mentionné à quatre reprises dans les dépêches officielles, et ce, pour faits de vaillance avérée durant le conflit. 

## Royal Air Force

### Entre-deux-guerres

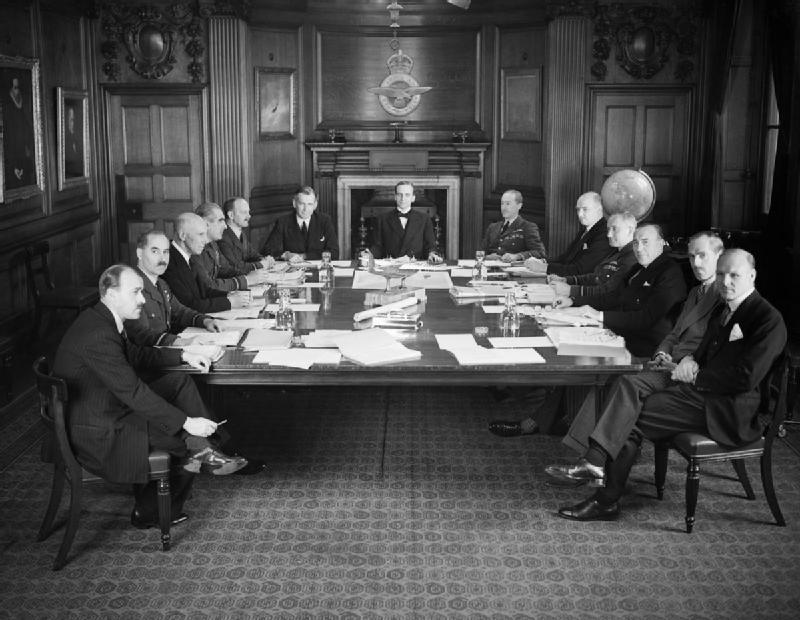
Le maréchal de l'air Gossage, quatrième à partir de la gauche, en tant que membre de l'air chargé du personnel, en session avec le Conseil de l'air pendant la Seconde Guerre mondiale

À l’issue du conflit, Gossage se vit octroyer une commission permanente au sein de la Royal Air Force. Il accéda au commandement de l’École de coopération de l’armée, puis revêtit les fonctions de directeur adjoint des services d’état-major, avec le rang de capitaine de groupe, au ministère de l’Air en 1928. Par la suite, il fut désigné attaché aéronautique à Berlin en 1930, avant d’être élevé au poste d’officier supérieur d’état-major aérien (SASO) au quartier général de la défense aérienne de la Grande-Bretagne. En l’an 1934, il fut pourvu de la charge d’officier supérieur d’état-major aérien au quartier général du commandement de la RAF en Irak. Dès 1932, Gossage avait été promu au grade de commodore de l’air, marquant ainsi son ascension dans la hiérarchie militaire. 
En 1935, il fut brièvement désigné comme commandant de l’Air des forces aériennes britanniques d'Aden, avant de regagner la métropole pour prendre les rênes du 11e Groupe du tout nouveau Fighter Command, en 1936. Dès le 1er janvier 1936, Gossage fut élevé au rang de vice-maréchal de l’air, distinction suivie, en 1937, par l’octroi du CB. 

### Seconde Guerre mondiale
Durant la Seconde Guerre mondiale, Gossage exerça brièvement les fonctions d’inspecteur général de la Royal Air Force, avant d’être affecté au poste de Air Member for Personnel, puis d’accéder au commandement en tant qu’officier général de l’air (AOCINC) du Balloon Command, charge qu’il détint plus longtemps qu’aucun autre, de décembre 1940 à février 1944. Mentionné à l’ordre du jour en 1940, il fut, à l’occasion des honneurs du Nouvel An de janvier 1941, élevé au rang de chevalier commandeur de l’Ordre du Bain (KCB), prenant dès lors le titre de Sir Leslie Gossage. Sa promotion temporaire, en temps de guerre, au grade de maréchal de l’air fut entérinée et sanctionnée en 1943. 

### Après-guerre
Après qu’il eût pris congé du service actif de la Royal Air Force, Gossage consentit à se laisser rappeler sous les drapeaux pour endosser la charge de commandant des cadets de l’air, à la suite de la mise à la retraite du commodore de l’air John Adrian Chamier. Il accepta pareillement d’assumer par intérim les fonctions de vice-maréchal de l’air pour toute la durée requise. Il demeura en poste jusqu’à ce qu’il se démit de ses obligations en 1946.

## Famille
Gossage se retira en sa demeure de Buxted, dans le comté du Sussex, où il acheva paisiblement ses jours quelques années plus tard, en 1949, à l’âge de cinquante-huit ans.
Il était marié et père de deux fils. Il avait convolé en justes noces en l’an 1917 avec Eileen O’Brien, issue d’une lignée fortement empreinte de traditions militaires et jouissant d’une distinction notoire. Elle était la fille du brigadier-général Edmund O’Brien, ancien officier du 14e régiment de Hussards. 
Engagé dans le King’s Own Yorkshire Light Infantry (KOYLI), il acheva sa carrière militaire avec le grade de major, honoré d’un MBE (Member of the British Empire). Il s’éteignit en 1999, après une existence marquée par le service et la distinction.
Le fils cadet, Peter Leslie Gossage, s'enrôla dans la Royal Air Force Volunteer Reserve (RAFVR) et embrassa la carrière de pilote, suivant ainsi les traces paternelles. Promu au grade d’officier pilote, il fut affecté au 85 Squadron, où il manœuvra des chasseurs Hurricane. Initialement déployé en France au sein de la composante aérienne du British Expeditionary Force (BEF), cet escadron se replia durant la bataille de France pour ensuite opérer depuis la base de Debden. Le sous-lieutenant d’aviation Peter Gossage trouva la mort le 31 mai 1940. Sa dépouille repose inhumée non loin des siens, dans le cimetière de Buxted.

## Sources
1. ↑  Carey, « War List of the University of Cambridge 1914-1918 », juin 2006
2. ↑  « THE LONDON GAZETTE » [archive du 21 novembre 2018], 3 novembre 1911
3. ↑  « SPECIAL RESERVE OF OFFICERS », The London Gazette, 8 avril 1910 (consulté le 17 août 2018)
4. 1 2 3 4 5  Air of Authority – A History of RAF Organisation – Air Marshal Sir Leslie Gossage retrieved 2007-01-26
5. ↑  « SUPPLEMENT TO THE LONDON GAZETTE » [archive du 16 février 2022], 3 juin 1919
6. ↑  « THE LONDON GAZETTE » [archive du 9 décembre 2021], 3 juillet 1928
7. ↑  « THE LONDON GAZETTE » [archive du 17 août 2018], 1er juillet 1932
8. ↑  « TIHE LONDON GAZETTE » [archive du 13 août 2014], 31 décembre 1935
9. ↑  « SUPPLEMENT ,TQ. THE LONDON GAZETTE » [archive du 8 septembre 2022], 11 mai 1937
10. ↑  « THE LONDON GAZETTE » [archive du 18 août 2022], 10 décembre 1940
11. ↑  « SUPPLEMENT TO THE LONDON GAZETTE » [archive du 17 août 2018], 11 juillet 1940
12. ↑  « SUPPLEMENT TO THE LONDON GAZETTE » [archive du 29 juillet 2022], 1er janvier 1941
13. ↑  « SUPPLEMENT TO THE LONDON GAZETTE » [archive du 17 août 2018], 30 novembre 1943
14. ↑  « SECOND SUPPLEMENT TO The London Gazette » [archive du 9 février 2017], 3 mai 1946
15. ↑  « 14TH King's Hussars »
16. ↑  « World War 2 - RAF No. 85 Squadron, May/June 1940 »
17. ↑  « Pilot Officer Peter Leslie Gossage | War Casualty Details »